# سيراس نيلس تافاريس
سيراس نيلس تافاريس (بالإنجليزية: Cyrus Nils Tavares)‏ هو قاضي ومحامي أمريكي، ولد في 12 أبريل 1902 في Pukalani, Hawaii ‏ في الولايات المتحدة، وتوفي في 3 أغسطس 1976.